# Neolophonotus parvus
Neolophonotus parvus là một loài ruồi trong họ Asilidae. Neolophonotus parvus được Ricardo miêu tả năm 1920.